# ティーラ県

ティーラ県
Περιφερειακή ενότητα Θήρας測地系: 北緯36度25分 東経25度27分 / 北緯36.417度 東経25.450度座標: 北緯36度25分 東経25度27分 / 北緯36.417度 東経25.450度

ティーラ県（ティーラけん、Περιφερειακή ενότητα Θήρας）は、ギリシャ共和国の南エーゲ地方を構成する行政区（ペリフェリアキ・エノティタ）のひとつ。キクラデス諸島のサントリーニ島（ティーラ島、Θήρα / Thira）などの島々からなる。

## 地理
キクラデス諸島の南部に位置する、イオス島、ティーラ島などの島々からなる。

## 行政区画

旧キクラデス県の自治体

### 市（ディモス）
ティーラ県は、以下の自治体（ディモス、市）から構成される。面積の単位はkm²、人口は2001年国勢調査時点。
|    | 自治体名         | 綴り        | 政庁所在地       | 面積  | 人口   |
| -- | ---------------- | ----------- | ---------------- | ----- | ------ |
| 3  | アナフィ         | Ανάφη       | アナフィ         | 40.3  | 273    |
| 6  | ティーラ         | Θήρα        | フィラ (el)      | 90.7  | 13,670 |
| 7  | イオス           | Ίος         | イオス           | 109.0 | 1,838  |
| 16 | シキノス         | Σίκινος     | シキノス         | 42.5  | 238    |
| 19 | フォレガンドロス | Φολέγανδρος | フォレガンドロス | 32.2  | 667    |

### 旧自治体（ディモティキ・エノティタ）

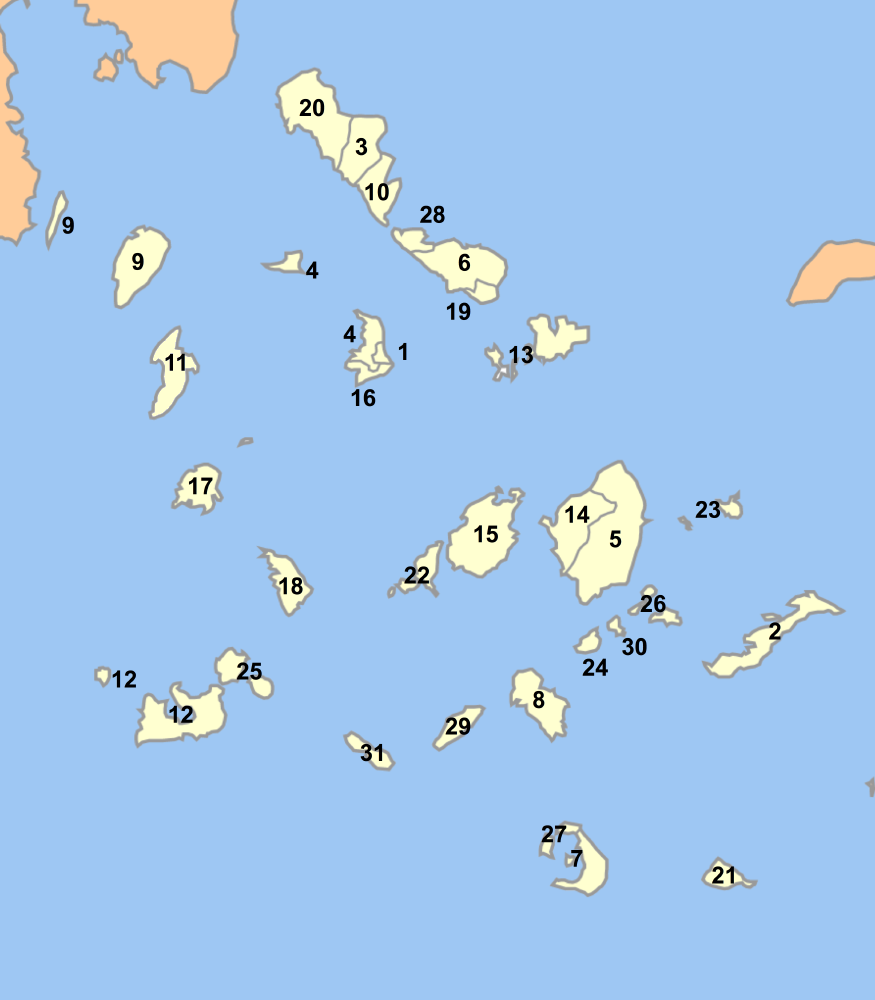
旧キクラデス県の旧自治体（1999年 - 2010年）

現在のティーラ県の地域は、かつて広域自治体（ノモス）であるキクラデス県に属していた。カリクラティス改革（2011年1月施行）にともないノモスは廃止され、その県域は分割されて行政区（ペリフェリアキ・エノティタ）としてのティーラ県が成立した。旧自治体は新自治体（ディモス）を構成する行政区（ディモティキ・エノティタ）となっている。
下表の番号は右図と対応している。「旧自治体名」欄で※印を付したものはキノティタ、それ以外はディモス。「政庁所在地」欄で太字になっているものは、新自治体の政庁所在地となったものを示す。
|    | 旧自治体           | 綴り        | 政庁所在地       | 新自治体         |
| -- | ------------------ | ----------- | ---------------- | ---------------- |
| 7  | ティーラ           | Θήρα        | フィーラ         | ティーラ         |
| 8  | イオス             | Ίος         | イオス           | イオス           |
| 21 | アナフィ ※         | Ανάφη       | アナフィ         | アナフィ         |
| 27 | イア ※             | Οία         | イア (el)        | ティーラ         |
| 29 | シキノス ※         | Σίκινος     | シキノス         | シキノス         |
| 31 | フォレガンドロス ※ | Φολέγανδρος | フォレガンドロス | フォレガンドロス |

- Διοικητική διαίρεση νομού Κυκλάδων - キクラデス県の自治体・集落一覧（1999年 - 2010年）